# 国家社会主义人民福利

国家社会主义人民福利标志：缩写NSV的叠加

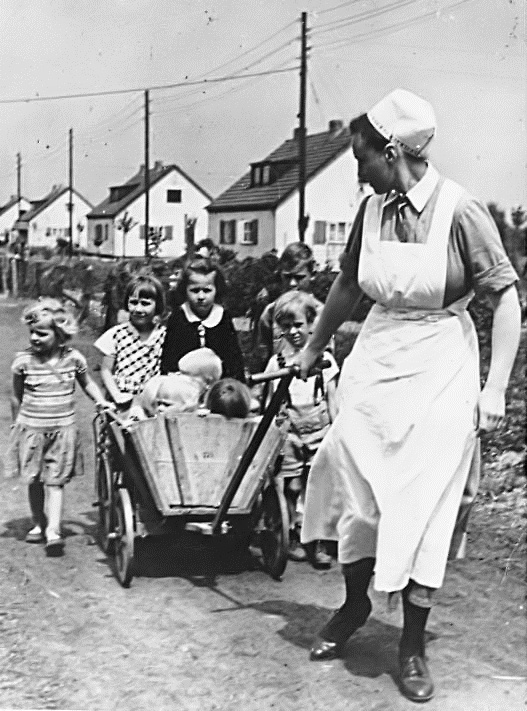
照顾儿童的国家社会主义人民福利护士

国家社会主义人民福利（德語：Nationalsozialistische Volkswohlfahrt，缩写：NSV）是纳粹德国的一个社会福利组织，成立于1933年纳粹党掌权后，总部设在柏林。

## 历史
埃里希·希尔根费尔特是国家社会主义人民福利的领导人，他在1931年4月20日组织成立了一个慈善机构以庆祝希特勒生日，稍后戈培尔任命他为国家社会主义人民福利领导人，这一组织也在1933年5月成为了纳粹党的福利机构。同年9月21日，埃里希·希尔根费尔特被任命为纳粹德国的冬季援助计划国家负责人。在他的领导下，这一组织快速成长，纳粹德国将其称作“世界上最大的社会福利机构”。其扩张的一个方式是将先前的众多非纳粹经营的福利机构收入旗下。1939年时，该机构成为了仅次于德意志劳工阵线的第二大纳粹群众组织。
国家社会主义人民福利在社会失业率高时救济贫困家庭，约1938后则转为提供纯粹的社会服务。国家社会主义人民福利建立了幼儿园，与先前宗教机构相竞争。纳粹党员带着孩子来到机构所设的幼儿园，这类幼儿园常授以希特勒的个人崇拜教育，例如以下的口号“十指交叉，低下头 - 永远想起元首，他给你每日面包，并从所有困苦中拯救你”

## 下设机构及活动
- 母子救助活动（德语：Hilfswerk Mutter und Kind）
- 德国妇联的母亲协助
- 阿道夫希特勒疗养场所捐款：老兵福利项目
- 幼儿园
- 子女照料服务
- 社区服务
- 青少年服务
- 结核病救助
- 流动牙科诊所
- 公共车站协助
- 德国视觉艺术基金
- 营养学基金
- 冬季救助活动（英语：Winterhilfswerk）
- 德国战时儿童疏散（德语：Kinderlandverschickung）
- 全国德意志青年之家协会